# Tour D2
Tour D2 ist ein Wolkenkratzer im Pariser Vorort Courbevoie in der Bürostadt La Défense. Mit dem Bau wurde 2011 begonnen. Bei seiner Fertigstellung im Jahr 2014 war der 171 Meter hohe Büroturm der Achthöchste im Geschäftsviertel La Défense. Der Wolkenkratzer verfügt über 37 oberirdische und drei unterirdische Etagen und bietet insgesamt 50.000 m² Nutzfläche. Entworfen wurde das Bürohochhaus von den Architekten Anthony Béchu und Tom Sheehan.
Die Einweihung fand am 27. Januar 2015 statt.
Im Oktober 2015 wurde der Wolkenkratzer mit dem Emporis Skyscraper Award 2015 in Bronze ausgezeichnet.
Der Büroturm ist mit der Métrostation Esplanade de la Défense und dem Bahnhof La Défense an den öffentlichen Nahverkehr im Großraum Paris angebunden.

## Galerie

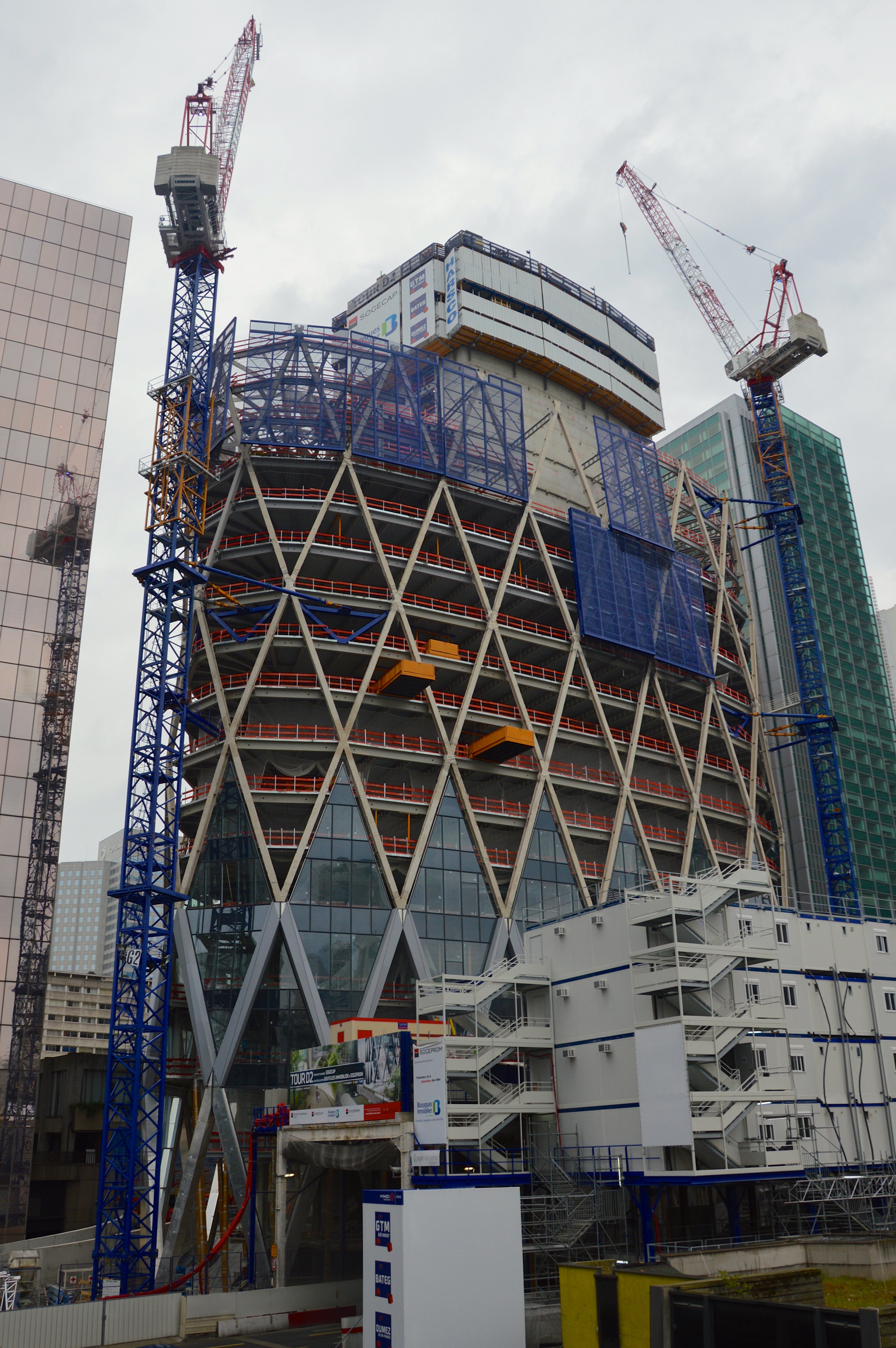
Die Baustelle am 18. Mai 2013.
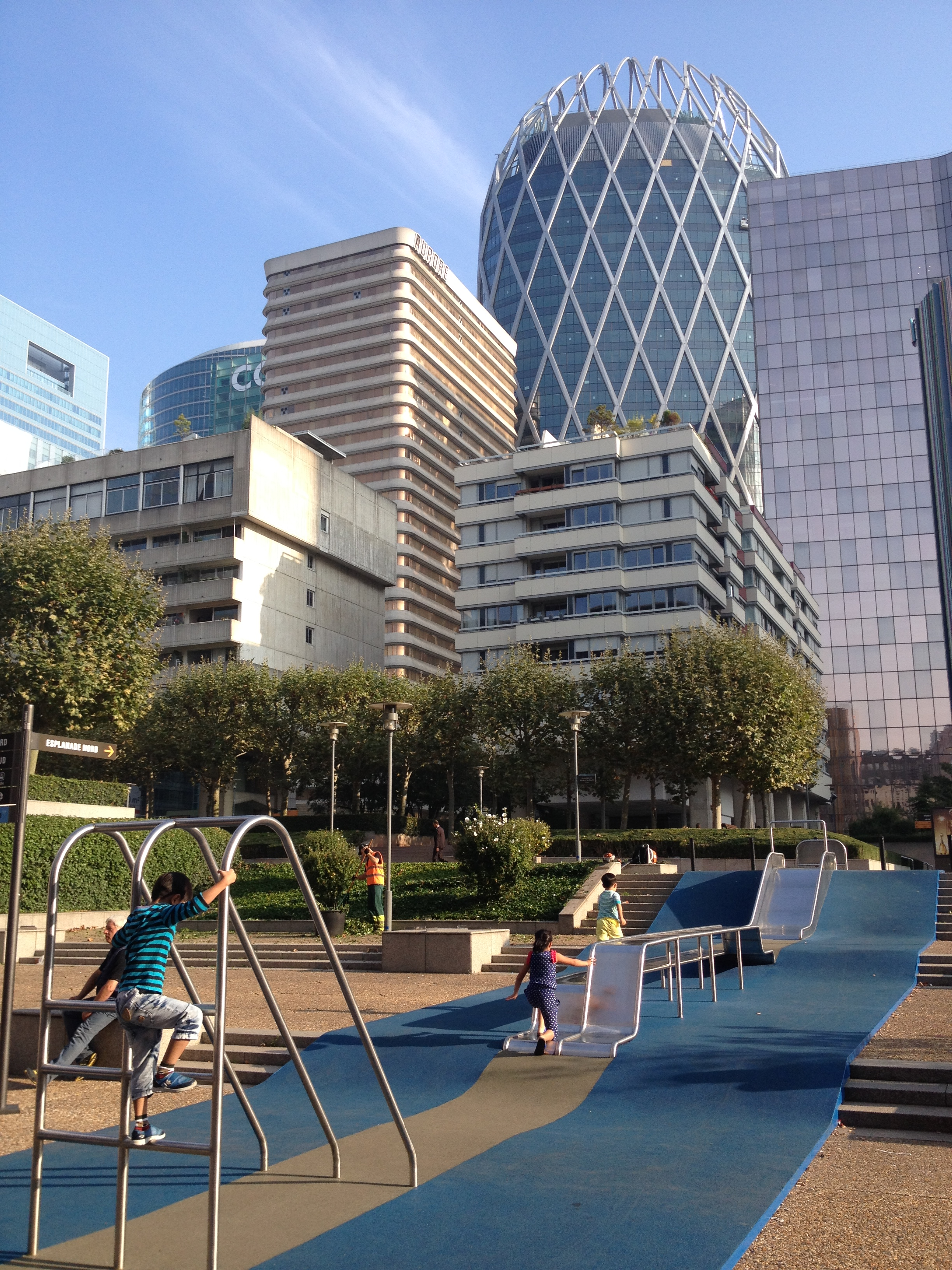
Der fertiggestellte Turm am 9. September 2014.